# Lucien Christophe
Pour les articles homonymes, voir Christophe.
Lucien Christophe (1891-1975) est un poète et essayiste belge de langue française.
L’Académie française lui décerne le prix de la langue-française en 1968 pour l'ensemble de son œuvre.

## Œuvres
- Les Jeux et la Flamme, 1913
- La Rose à la lance nouée, 1917
- Hommage à Giraud, 1920
- Aux lueurs du brasier, 1921
- Le Pilier d'airain, 1934
- L'Ode à Péguy et l'Appel du héros, 1942
- Charles Van Lerberghe. L'homme et l'œuvre, 1943
- Constantin Meunier, 1950
- Où la chèvre est attachée, 1952
- Émile Verhaeren, 1955
- Épigrammes et mélodies, 1958
- Albert Giraud. Son œuvre et son temps, 1960
- Le Jeune Homme Péguy. De la source au fleuve (1897-1905), 1963
- Poèmes 1913-1963, 1963
- Les Grandes Heures de Charles Péguy. Du fleuve à la mer (1905-1914), 1964
- Louis Veuillot, 1967